# Lenzites
Lenzites Fr. (blaszkowiec) – rodzaj grzybów z rodziny żagwiowatych (Polyporaceae). W Polsce występuje tylko jeden przedstawiciel tego rodzaju.

## Charakterystyka
Grzyby nadrzewne, poliporoidalne, głównie saprotrofy, czasami tylko pasożyty drzew osłabionych lub uszkodzonych. Ich owocniki są jednoroczne, o kształcie półkulistym, nerkowatym, konsolowatym. Powierzchnia owocnika owłosiona lub filcowata, u starszych okazów naga. Miąższ młodych owocników korkowaty, starszych skórzasty. Hymenofor w postaci blaszek, Zarodniki bezbarwne, cylindryczne, gładkie, nieamyloidalne.

## Systematyka i nazewnictwo
Pozycja w klasyfikacji według Index Fungorum: Polyporaceae, Polyporales, Incertae sedis, Agaricomycetes, Agaricomycotina, Basidiomycota, Fungi.
Synonim naukowy Leucolenzites Falck.
Polską nazwę podał Stanisław Domański ze współautorami w 1967 r. W polskim piśmiennictwie mykologicznym rodzaj ten opisywany był także jako siatkowiec, bedłka i skórzak.
Niektóre gatunki:
- Lenzites albus Beeli 1929
- Lenzites aureus Velen. 1930
- Lenzites betulinus (L.) Fr. 1838 – blaszkowiec drobnozarodnikowy
- Lenzites britzelmayrii Killerm. 1925
- Lenzites earlei Murrill 1908

Wykaz gatunków i nazwy naukowe na podstawie Index Fungorum. Nazwy polskie według Władysława Wojewody.